# Oressa
Oressa (biał. Арэса, Раса, ros. Ореса, Оресса) – rzeka w obwodzie mińskim i homelskim Białorusi, prawy dopływ Ptycza w zlewisku Morza Czarnego. Długość – 128 km, powierzchnia zlewni – 3620 km², średni przepływ u ujścia – 16,7 m³/s, spadek – 32,7 m, nachylenie – 0,26‰.
Płynie z północy na południe przez Równinę Środkowoberezyńską. Powyżej miasteczka Lubań sztuczny zbiornik wodny. Spływa na Polesie Prypeckie, skręca na wschód i uchodzi do Ptycza w jego dolnym biegu. Koryto szerokości 5-10 m, niemal na całej długości skanalizowane. Dolina niewyraźna, szerokości 0,1-1 km.
Białoruski poeta Janka Kupała poświęcił rzece wiersz Над ракой Арэсай. 
Źródła:
- Hasło река Ореса. poseidon.by. [zarchiwizowane z tego adresu (2011-08-27)]. w Белорусский Посейдон (biał. / ros.)
- Oressa, [w:] Słownik geograficzny Królestwa Polskiego, t. VII: Netrebka – Perepiat, Warszawa 1886, s. 581.